# Philonthus laminatus
Philonthus laminatus är en skalbaggsart som först beskrevs av Christian Creutzer 1799.  Philonthus laminatus ingår i släktet Philonthus, och familjen kortvingar. Arten är reproducerande i Sverige.

## Bildgalleri

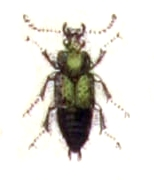